# Loma Bonita, Texistepec
Loma Bonita är en ort i Mexiko.   Den ligger i kommunen Texistepec och delstaten Veracruz, i den sydöstra delen av landet, 500 km öster om huvudstaden Mexico City. Loma Bonita ligger 12 meter över havet och antalet invånare är 475.
Terrängen runt Loma Bonita är platt. Runt Loma Bonita är det ganska glesbefolkat, med 30 invånare per kvadratkilometer. Närmaste större samhälle är Texistepec, 11,8 km norr om Loma Bonita. Trakten runt Loma Bonita består till största delen av jordbruksmark.